# Cầu Oławski

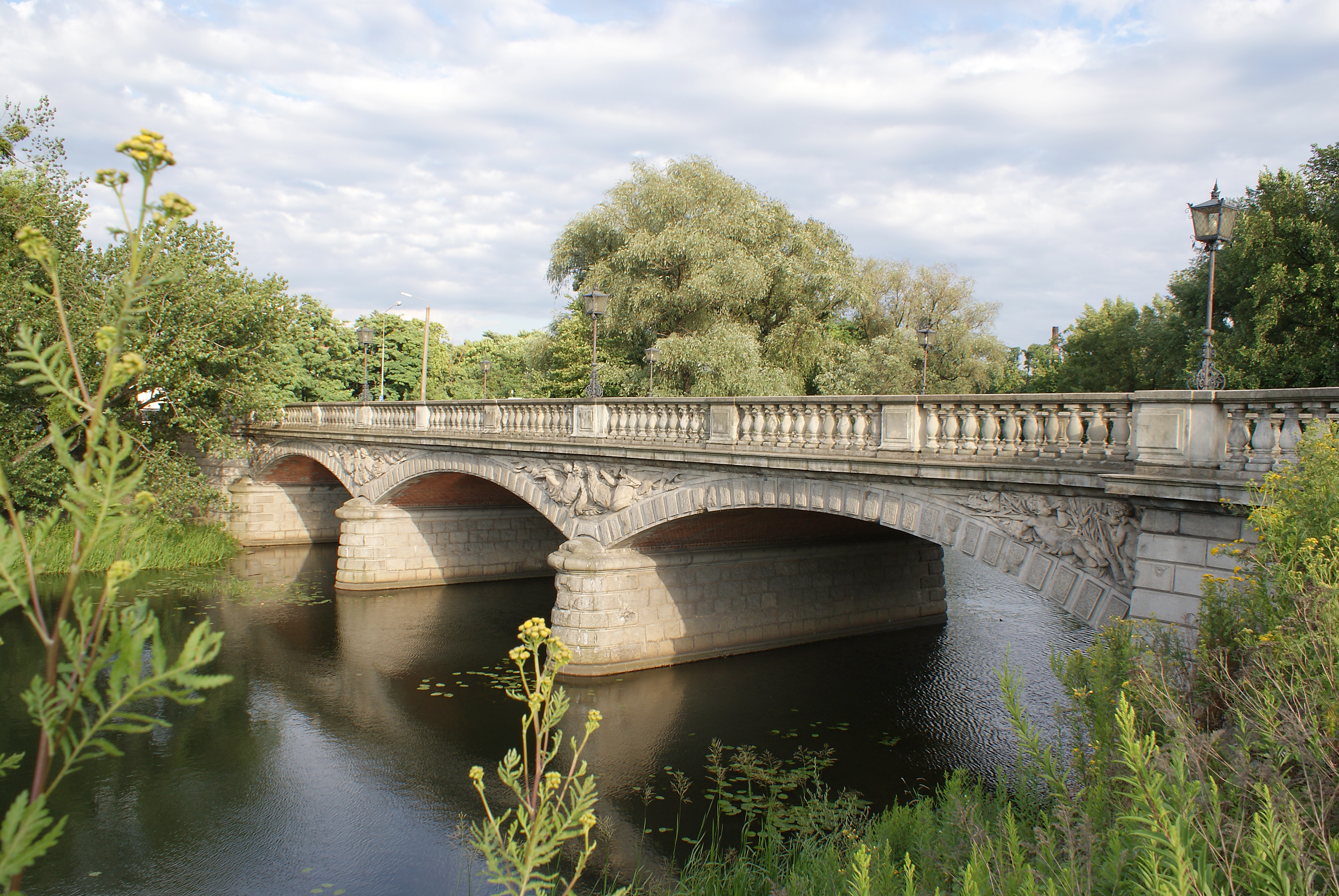
Cầu Oławski

Cầu Oławski (tiếng Ba Lan: Most Oławski) là một cây cầu đường bộ bắc qua sông Oława ở Wrocław, Ba Lan. Nó còn được gọi là Mauritius Brücke hoặc Margarethenbrücke (tiếng Đức), Cầu St. Mauritius (trong tiếng Anh) và cầu vận chuyển gia súc. Nó được xây dựng trong năm 1882-1883 và được thiết kế bởi Alexander Kaumann, với sự hỗ trợ từ Eger và Reichelt, Bia, Wackwitz và Hoffmann.
Trước khi xây dựng cầu Oławski, có một cây cầu được sử dụng để chở gia súc qua Oława, và trong một thời gian, cây cầu được gọi là cầu Wygonowy (cầu vận chuyển gia súc; tiếng Ba Lan: Most Wygonowy).
Cây cầu được trang trí với các yếu tố điêu khắc được tạo bởi P. Heisler dưới sự chỉ đạo của Robert Toberentza và hợp tác với Heinrich Weltringa. Các yếu tố trang trí kim loại được thực hiện bởi Gustav Trelenberg. Năm 1962 và 1990 cây cầu đã được cải tạo hoàn toàn.
Cây cầu được xây dựng bằng cách sử dụng các vòm gạch và các giá đỡ, được phủ bằng các khối đá (thổi) được trang trí với một kết cấu búa. Các lan can được trang trí công phu, với các yếu tố baluster được mô phỏng theo biểu tượng của kiến trúc Baroque. Tổng chiều dài của cây cầu là 73,8 mét (242 foot) và tổng chiều rộng của nó là 14,12 mét (46 foot). Mặt đường trên cầu được làm bằng các khối đá granit. Trước Thế chiến II, một tuyến xe điện chạy qua cầu; nó đã được gỡ bỏ trong quá trình cải tạo tuyến đường.